# Псалті Георгій Григорович
Псалті́ Гео́ргій Григо́рович(1864, Маріуполь — 1940, Мацеста) — громадський діяч, садівник і біолог, маріупольський грек за походженням.

## Ранні роки
Народився в заможній грецькій родині, де було шестеро дітей. Мешкав на вулиці Таганрозькій (нині вулиця Куїнджі), буд. № 29. Батько — Григорій Костянтинович Псалті. В напис по батькові вкралась помилка (котра переходила зі статті у статтю), син був Георгій Григорович.
Маріупольська Олександрівська чоловіча гімназія була першим навчальним закладом, де він отримав освіту, навчався добре, гімназію закінчив золотим медалістом.

## Навчання у Франції
Виявив прихильність до садівництва, рослинництва, ботаніки. Аби стати фахівцем, відбув на навчання у Францію. Первісно навчався в місті Марсель, де пройшов повний курс у школі сільського господарства та виноградарства. Перебрався в місто Версаль, де навчався в вищій школі садівництва. Додатково навчався в маленькому містечку Гамбе під Парижем, де займався птахівництвом. Після цього повернувся в Маріуполь.

## Маріупольський період
Ще 1763 року в Маріуполі на пагорбі біля моря створили Міський сад. З власної ініціативи 1889 року Георгій Псалті перепланував сад, перетворивши його на типовий сад кінця ХІХ ст. Так почалося служіння Георгія Псалті рідному місту.
У місті, тоді бідному на дерева, Псалті розпланував та заклав перший сквер. В Маріуполі вже були закладені плодові сади в низовині вздовж річки Кальчик. Але сади були малопродуктивні через низку культуру власників. Георгій Псалті, який вільно володів французькою, переклав на російську видання «Про щеплення дерев» («О прививке деревьев»), котре привіз із Франції. Дав гроші на друк власного перекладу, котрий був оприлюднений в Маріуполі 1893 року.
Аби сприяти збільшенню видів і сортів декоративних і плодових дерев в Маріуполі, заклав 1901 року розплідник в місцині Самарина балка. 1902 року організував і провів у місті перший День деревонасаджень. Тоді на вулицях Маріуполя одномоментно висадили одну тисячу сто (1100) декоративних дерев.
Перспективні зрушення в місцевому садівництві і паркобудуванні стали можливі, бо Георгій Псалті став гласним (депутатом) Маріупольської Думи. Георгій Григорович ще 25 березня 1911 року провів через Думу Маріуполя створені ним «обов'язкові настанови про висадження дерев та їхню охорону в Маріуполі». Згідно цього циркуляру домовласників міста зобов'язали « проводити власним коштом насадження дерев на вулицях та площах», а також перед спорудами, котрими ті володіли.
Довідкове видання російською «Вся Екатеринославская губерния» сповіщало, що у Маріуполі на 1913 рік вже існувало п'ять (5) доступних садів.
Георгій Псалті декілька разів виїздив у Санкт-Петербург, аби отримати в Міністерстві землеробства дозвіл на заснування в Маріуполі приватної школи садівництва. Псалті виборов дозвіл і заснував трирічну школу садівництва, де викладав безкоштовно.

## Політичні погляди
Мав ліберальні політичні погляди. В Маріуполі близько зійшовся із кореспондентом російськомовної газети «Приазовский край» Олександром Поповим, котрий стане відомим письменником під псевдонімом Олександр Серафимович Серафимович. Обидва зі співчуттям спостерігали за страйком простих робітників на заводі Російський Провіданс. Коли розпочався суд над керівниками страйку, поклопотались про кваліфікованих петербурзьких адвокатів М. А. Александрова, Н. К. Муравйова та А. Ф. Сталя, котрі відвели покарання у вигляді тюремного ув'язнення для більшості страйкарів.
В роки СРСР вже за колишнього громадського діяча поклопотав керівник страйку простих робітників на заводі Російський Провіданс А. В. Жогло, аби старий Георгій Псалті отримав пенсію від комуністичного уряду. Псалті також щасливо оминув покарання від НКВС у роки сталінських репресій.

## Мацестинський період
На старості років виїхав до містечка Мацеста (Сочі), де працював і мешкав до смерті у 1940 р.